# 大利根仁義
『大利根仁義』（おおとねじんぎ）は、1964年10月20日に ビクターより発売された橋幸夫の57枚目のシングル（SV-124）。

## 概要
- 1960年7月、橋は「潮来笠」でデビューし、その後、「いつでも夢を」に代表される青春歌謡、さらにこの年（64年）の8月にはリズム歌謡「恋をするなら」をリリースし、路線を拡大。相変わらず、毎年10枚以上のシングルを出し続けていたが（本64年は15枚）、楽曲は一般公募や企画物など極一部の例外を除き、作詞は佐伯孝夫、作曲は吉田正と橋の両恩師による制作で、これはデビュー以来変わっていない。
- 本楽曲ではじめて橋は、恩師コンビとは違う作家と組むこととなった。これについて橋は、吉田正の周辺への気遣いとしている。ビクターにたくさんの作家が在籍しているなかで、リリースした楽曲の殆どをヒットさせている橋と組みたい作家も多く、「そこを配慮して、一度雰囲気を変えてみよう」という話になったと回想している[2]。
- その第一弾ともいうべき本楽曲は、橋の原点ともいうべき股旅もので、作詞は吉川静夫、作曲は平川浪竜、橋にははじめての作家で、吉川は、吉田正がまだ売れない作曲家時代にはよく組んだ作家で、前年に渡久地政信と組み「島のブルース」（三沢あけみ・和田弘とマヒナスターズ）でヒットを飛ばしていた。平川は「岸壁の母」で知られる作曲家である。
- ジャケットは二つ折り4頁で、3頁・4頁には松若寿恵由による振付が分解図で解説されている。
- c/wの「たった一人の君なのに」は、作詞はA面とおなじ吉川静夫、セリフ入りの現代調の曲で、作曲は、これまたはじめて共演となる大野正雄。大野とは、10日後にリリースされた「君のひたいに光る汗」で、再共演している。

## 収録曲
1. 大利根仁義
作詞： 吉川静夫、作曲：平川浪竜、編曲：佐野雅美
2. たった一人の君なのに
作詞： 吉川静夫、作・編曲：大野正雄

## 収録アルバム
- 股旅関係のアルバムでも収録されることは希であるが、以下に収録
『股旅演歌ベスト〈潮来笠から子連れ狼まで〉』（1986年5月21日） VDR-1195
- CD-BOXでの収録は以下のとおり
『橋幸夫大全集』（CD-BOX 6枚組） [1993年9月20日発売] DISC-4
『橋幸夫のすべて』（CD-BOX 5枚組） [2011年2月8日発売] DISC-1
『橋幸夫ベスト100+カラオケ15』（CD-BOX 5+1枚組） [2015年10月28日発売] DISC-3